# 헤쓰기정
헤쓰기정(戸次町)은 일본 오이타현 오이타군에 설치되었던 정이다. 현재의 오이타시의 일부에 해당한다.